# Village (Turquie)
Pour le poisson homophone, voir Koï.
Pour les articles homonymes, voir Village.
Köy, qui signifie village en turc, désigne dans le système administratif turc une localité rurale peuplée de moins de 2 000 habitants. L'autorité administrative est exercée par le mukhtar (en turc (tr)muhtar), premier représentant de l’État, avec un conseil des anciens ((tr)ihtiyar meclisi).
En 1959 65,6 % de la population turque habitait dans des villages, contre environ 29 % en 2008.